# Kristelig Forening for Unge Menn-Kameratene Oslo
Il Kristelig Forening for Unge Menn-Kameratene Oslo, abbreviato in KFUM Oslo, è una società polisportiva norvegese di Oslo fondata il 1º gennaio 1939 e composta principalmente dalla sezione di calcio, di calcio a 5, di pallavolo e atletica leggera. Si tratta della branca sportiva dell'organizzazione cristiana ecumenica YMCA.

## Calcio
La formazione calcistica milita attualmente nella Eliteserien. Ha giocato nella 2. divisjon a partire dal 2009, quando si è classificata al quarto posto finale; l'anno seguente è arrivato un secondo posto, fino al 2015 miglior risultato della storia del club; nel 2011, si è collocato al nono posto della graduatoria. Ha vinto il campionato 2015, aggiudicandosi la promozione in 1. divisjon per la prima volta nella sua storia. È retrocessa nuovamente in 2. divisjon al termine del campionato 2016, mentre, al termine della stagione 2018, ritorna in 1. divisjon.

## Palmarès

### Competizioni nazionali
- 2. divisjon: 1

2015 (gruppo 1)

### Altri piazzamenti
- Coppa di Norvegia:

Semifinalista: 2024
- 1. divisjon:

Secondo posto: 2023
- 2. divisjon:

Secondo posto: 2010 (gruppo 4), 2013 (gruppo 4)

### Rosa 2024
Aggiornata al 18 maggio 2024.
| N. |                     | Ruolo | Calciatore                |
| -- | ------------------- | ----- | ------------------------- |
| 1  | Norvegia (bandiera) | P     | Emil Ødegaard             |
| 3  | Norvegia (bandiera) | D     | Ayoub Aleesami            |
| 4  | Gambia (bandiera)   | D     | Momodou Njie              |
| 5  | Norvegia (bandiera) | D     | Shola Akinyemi            |
| 6  | Norvegia (bandiera) | C     | Remi-André Svindland      |
| 7  | Norvegia (bandiera) | C     | Robin Rasch               |
| 8  | Norvegia (bandiera) | C     | Simen Hestnes             |
| 9  | Norvegia (bandiera) | A     | Johannes Hummelvoll-Nuñez |
| 10 | Norvegia (bandiera) | A     | Moussa Njie               |
| 11 | Norvegia (bandiera) | A     | Obilor Okeke              |
| 13 | Norvegia (bandiera) | P     | William Da Rocha          |
| 14 | Norvegia (bandiera) | C     | Håkon Hoseth              |
| 15 | Norvegia (bandiera) | D     | Mathias Tønnessen         |
| 16 | Norvegia (bandiera) | D     | Jonas Hjorth              |

| N. |                        | Ruolo | Calciatore            |
| -- | ---------------------- | ----- | --------------------- |
| 17 | Norvegia (bandiera)    | C     | Teodor Berg Haltvik   |
| 19 | Norvegia (bandiera)    | A     | Niclas Schjøth Semmen |
| 22 | Norvegia (bandiera)    | A     | Petter Nosakhare Dahl |
| 23 | Norvegia (bandiera)    | D     | Mohammed Abbas        |
| 25 | Norvegia (bandiera)    | C     | Sverre Sandal         |
| 26 | Norvegia (bandiera)    | D     | Joachim Prent-Eckbo   |
| 27 | Norvegia (bandiera)    | A     | Andreas Gundersen     |
| 28 | Senegal (bandiera)     | A     | Mame Mor Ndiaye       |
| 30 | Norvegia (bandiera)    | C     | Adnan Hadzic          |
| 31 | Norvegia (bandiera)    | P     | Henri Sørlie          |
| 33 | Norvegia (bandiera)    | D     | Amin Nouri            |
| 35 | Norvegia (bandiera)    | P     | Idar Lysgård          |
| 42 | Norvegia (bandiera)    | D     | David Hickson         |
| 43 | Stati Uniti (bandiera) | C     | Adam Saldaña          |

## Calcio a 5
La squadra di calcio a 5 milita nella Eliteserien. Vinse il campionato nazionale del 2009-10, annata inaugurale del torneo. In virtù di questo successo, partecipò alla Coppa UEFA 2010-11.